# Vasculite cerebral
Vasculite cerebral ou vasculite do sistema nervoso central é a inflamação dos vasos sanguíneos (vasculite) do cérebro e, em alguns casos, da espinal medula. A doença afeta todos os vasos sanguíneos, desde os vasos capilares e arteríolas até às artérias e veias. Quando a corrente sanguínea é reduzida ou bloqueada em vasos com vasculite, as partes do corpo irrigadas por esses vasos começam a sofrer necrose. A doença pode produzir uma grande diversidade de sintomas neurológicos, como dor de cabeça, erupções cutâneas, fadiga, dor nas articulações, dificuldade de locomoção ou coordenação motora, alterações sensoriais e alterações na percepção, pensamento ou comportamento, assim como um tumor cerebral que possa causar coma e hérnia cerebral. Alguns dos sinais e sintomas são semelhantes aos da esclerose múltipla. 10% dos casos estão associados a hemorragia cerebral.